# اس‌مور
سِمُور(به انگلیسی: S'more) نام یک دسر است که در امریکا و کانادا و مکزیک طرفداران زیادی دارد. این دسر شامل، مارشمالو و یک لایه شکلات است که بین دو تردک گراهام یا بیسکویت گذاشته می‌شود. این دسر معمولاً تابستان، هنگام اردو دور آتش خورده می‌شود.